# Anserville
Pour l’article ayant un titre homophone, voir Ancerville.
Anserville est une ancienne commune française située dans le département de l'Oise, en région Hauts-de-France, devenue, le 1er janvier 2016, une commune déléguée de la commune nouvelle de Bornel.
Ses habitants sont appelés les Anservillois.

## Géographie
La commune, située à 8 km à l'est de Méru, est limitrophe de Esches, Fosseuse, Bornel, Puiseux-le-Hauberger, Dieudonné et Mortefontaine-en-Thelle.

## Politique et administration
| Période                                  | Période                   | Identité         | Étiquette | Qualité                                                                  |
| ---------------------------------------- | ------------------------- | ---------------- | --------- | ------------------------------------------------------------------------ |
| Les données manquantes sont à compléter. |                           |                  |           |                                                                          |
| mars 2001                                | mars 2008                 | Jeanne Schultz   |           |                                                                          |
| mars 2008                                | mars 2012                 | Patrice Crochu   |           | Employé de banque Démissionnaire                                         |
| avril 2012                               | En cours (au 25 mai 2016) | Cyrille Marandet |           | Réélu pour le mandat 2014-2020 Devient maire délégué le 1er janvier 2016 |

## Démographie

### Évolution démographique
L'évolution du nombre d'habitants est connue à travers les recensements de la population effectués dans la commune depuis 1793. À partir du 1er janvier 2009, les populations légales des communes sont publiées annuellement dans le cadre d'un recensement qui repose désormais sur une collecte d'information annuelle, concernant successivement tous les territoires communaux au cours d'une période de cinq ans. 
Pour les communes de moins de 10 000 habitants, une enquête de recensement portant sur toute la population est réalisée tous les cinq ans, les populations légales des années intermédiaires étant quant à elles estimées par interpolation ou extrapolation. Pour la commune, le premier recensement exhaustif entrant dans le cadre du nouveau dispositif a été réalisé en 2006,.
En 2013, la commune comptait 422 habitants, en évolution de −12,27 % par rapport à 2008 (Oise : +2,14 %, France hors Mayotte : +2,49 %).
| 1793 | 1800 | 1806 | 1821 | 1831 | 1836 | 1841 | 1846 | 1851 |
| ---- | ---- | ---- | ---- | ---- | ---- | ---- | ---- | ---- |
| 352  | 362  | 339  | 368  | 373  | 350  | 350  | 358  | 341  |

| 1856 | 1861 | 1866 | 1872 | 1876 | 1881 | 1886 | 1891 | 1896 |
| ---- | ---- | ---- | ---- | ---- | ---- | ---- | ---- | ---- |
| 317  | 305  | 305  | 312  | 309  | 313  | 278  | 290  | 302  |

| 1901 | 1906 | 1911 | 1921 | 1926 | 1931 | 1936 | 1946 | 1954 |
| ---- | ---- | ---- | ---- | ---- | ---- | ---- | ---- | ---- |
| 299  | 292  | 292  | 282  | 288  | 266  | 233  | 256  | 271  |

| 1962 | 1968 | 1975 | 1982 | 1990 | 1999 | 2006 | 2011 | 2013 |
| ---- | ---- | ---- | ---- | ---- | ---- | ---- | ---- | ---- |
| 286  | 291  | 310  | 346  | 446  | 435  | 475  | 435  | 422  |

### Pyramide des âges
La population de la commune est relativement jeune. Le taux de personnes d'un âge supérieur à 60 ans (18,3 %) est en effet supérieur au taux national (21,6 %) tout en étant toutefois inférieur au taux départemental (17,5 %).
À l'instar des répartitions nationale et départementale, la population féminine de la commune est supérieure à la population masculine. Le taux (52 %) est du même ordre de grandeur que le taux national (51,6 %).
La répartition de la population de la commune par tranches d'âge est, en 2007, la suivante :
- 48 % d’hommes (0 à 14 ans = 19,3 %, 15 à 29 ans = 17,1 %, 30 à 44 ans = 22,8 %, 45 à 59 ans = 22,8 %, plus de 60 ans = 17,9 %) ;
- 52 % de femmes (0 à 14 ans = 18,2 %, 15 à 29 ans = 17 %, 30 à 44 ans = 25,1 %, 45 à 59 ans = 21,1 %, plus de 60 ans = 18,6 %).

| Hommes | Classe d’âge | Femmes |
| ------ | ------------ | ------ |
| 0,0    | 90 ans ou +  | 0,8    |
| 3,9    | 75 à 89 ans  | 5,7    |
| 14,0   | 60 à 74 ans  | 12,1   |
| 22,8   | 45 à 59 ans  | 21,1   |
| 22,8   | 30 à 44 ans  | 25,1   |
| 17,1   | 15 à 29 ans  | 17,0   |
| 19,3   | 0 à 14 ans   | 18,2   |

| Hommes | Classe d’âge | Femmes |
| ------ | ------------ | ------ |
| 0,2    | 90 ans ou +  | 0,8    |
| 4,5    | 75 à 89 ans  | 7,1    |
| 11,0   | 60 à 74 ans  | 11,5   |
| 21,1   | 45 à 59 ans  | 20,7   |
| 22,0   | 30 à 44 ans  | 21,6   |
| 20,0   | 15 à 29 ans  | 18,5   |
| 21,3   | 0 à 14 ans   | 19,9   |

## Héraldique
| Armes de Anserville | Les armes d'Anserville se blasonnent ainsi : D'azur au chevon d'or accompagné de trois coquilles d'argent. |

## Lieux et monuments
- Église Saint-Nicolas, dont seul le chœur date du XVIe siècle. Les fonts baptismaux du XVe siècle sont inscrits à l'inventaire supplémentaire des monuments historiques.
- Château datant du XIIe siècle ; il est inscrit à l'inventaire supplémentaire des monuments historiques depuis 1990. Des scènes du film Fort Saganne y ont été tournées en 1984.

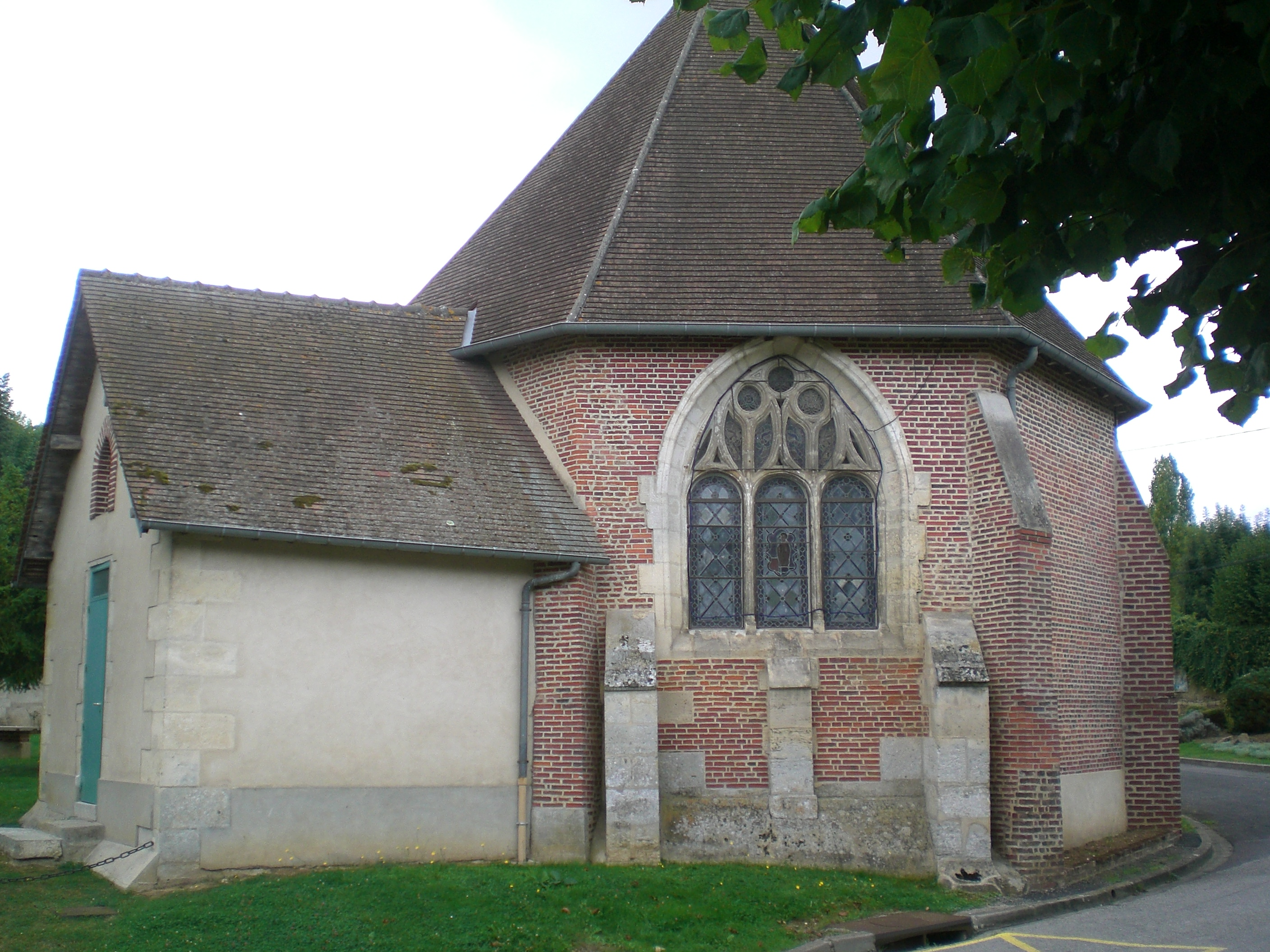
Église Saint-Nicolas.
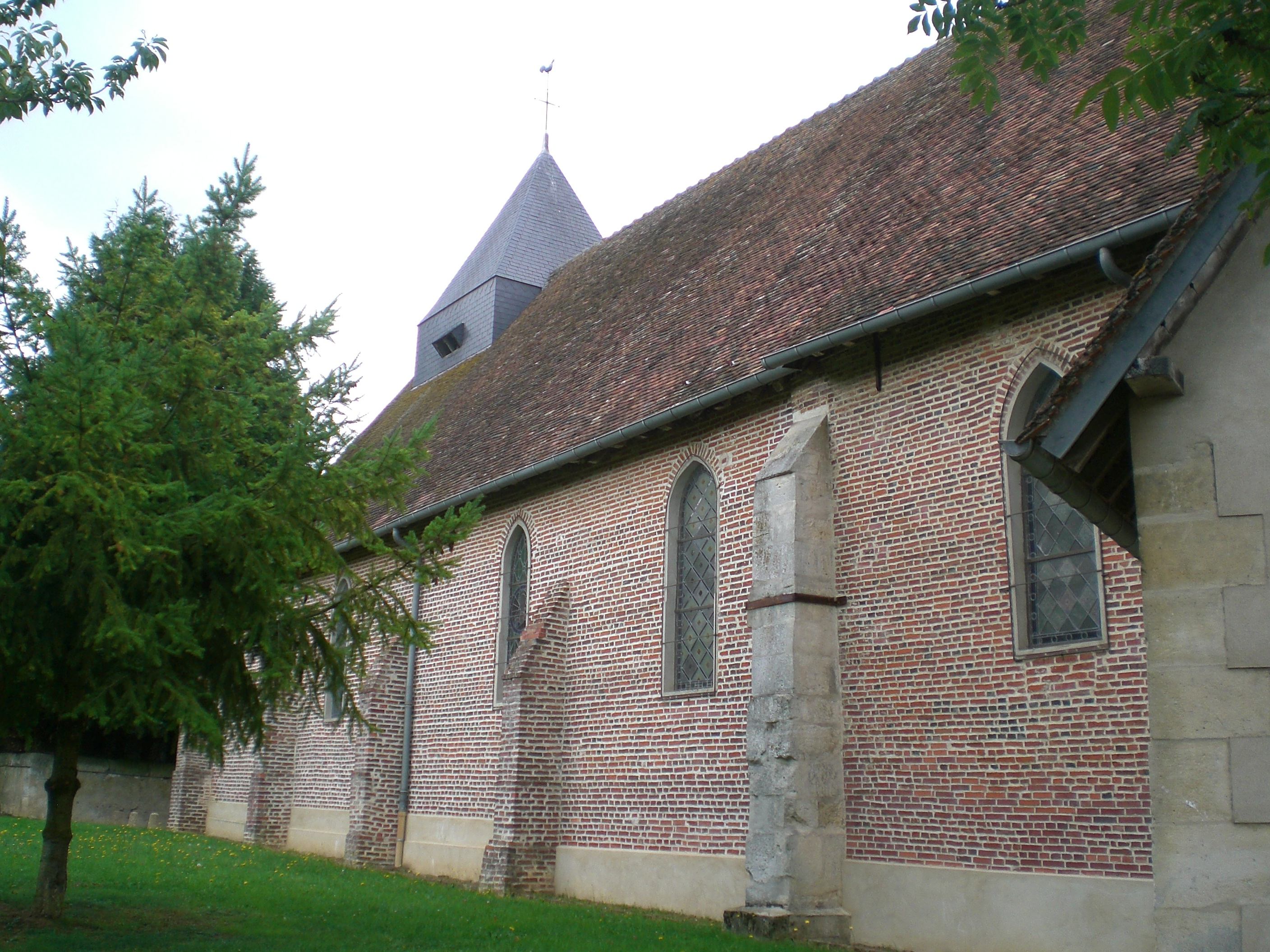
Église Saint-Nicolas.
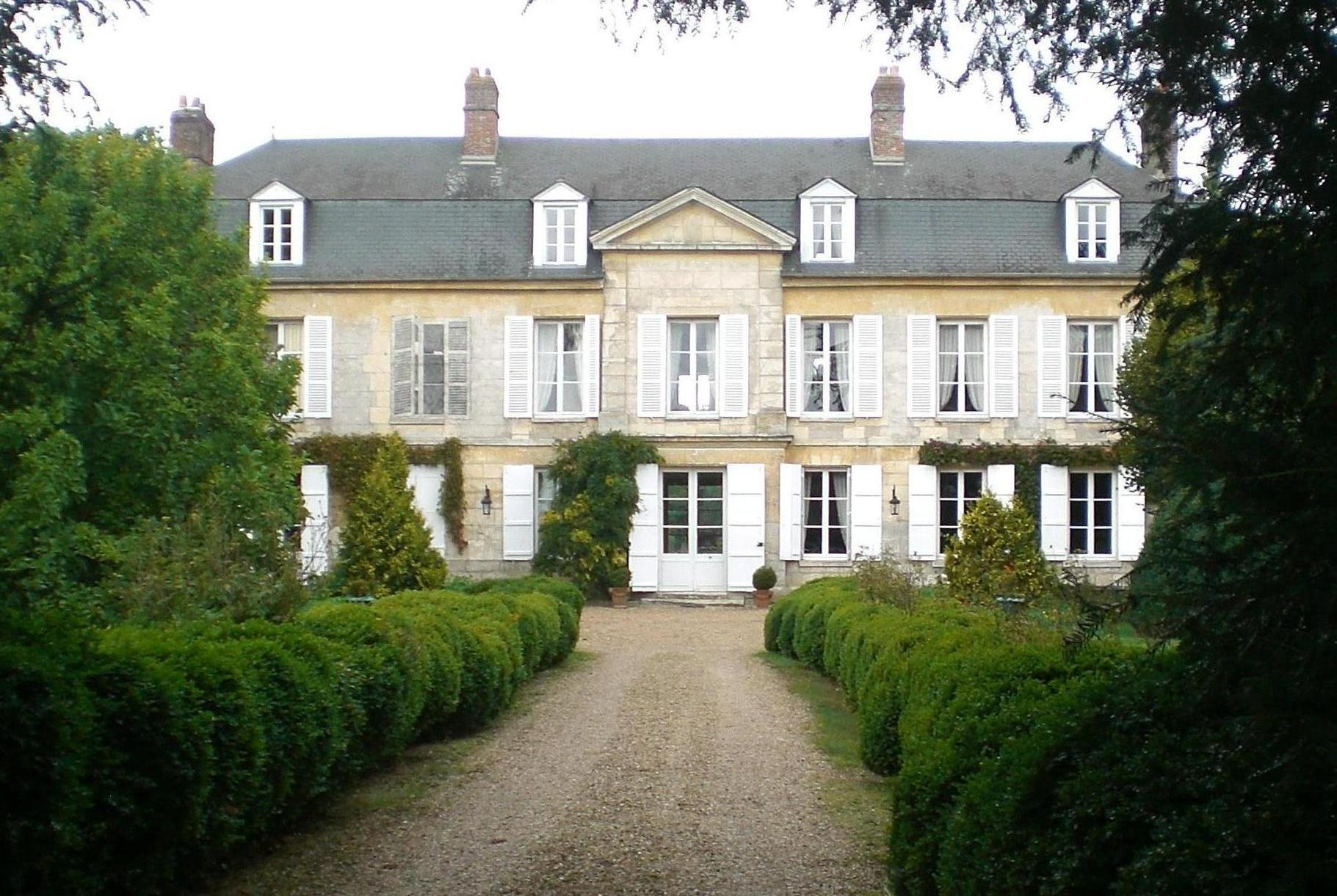
Château.
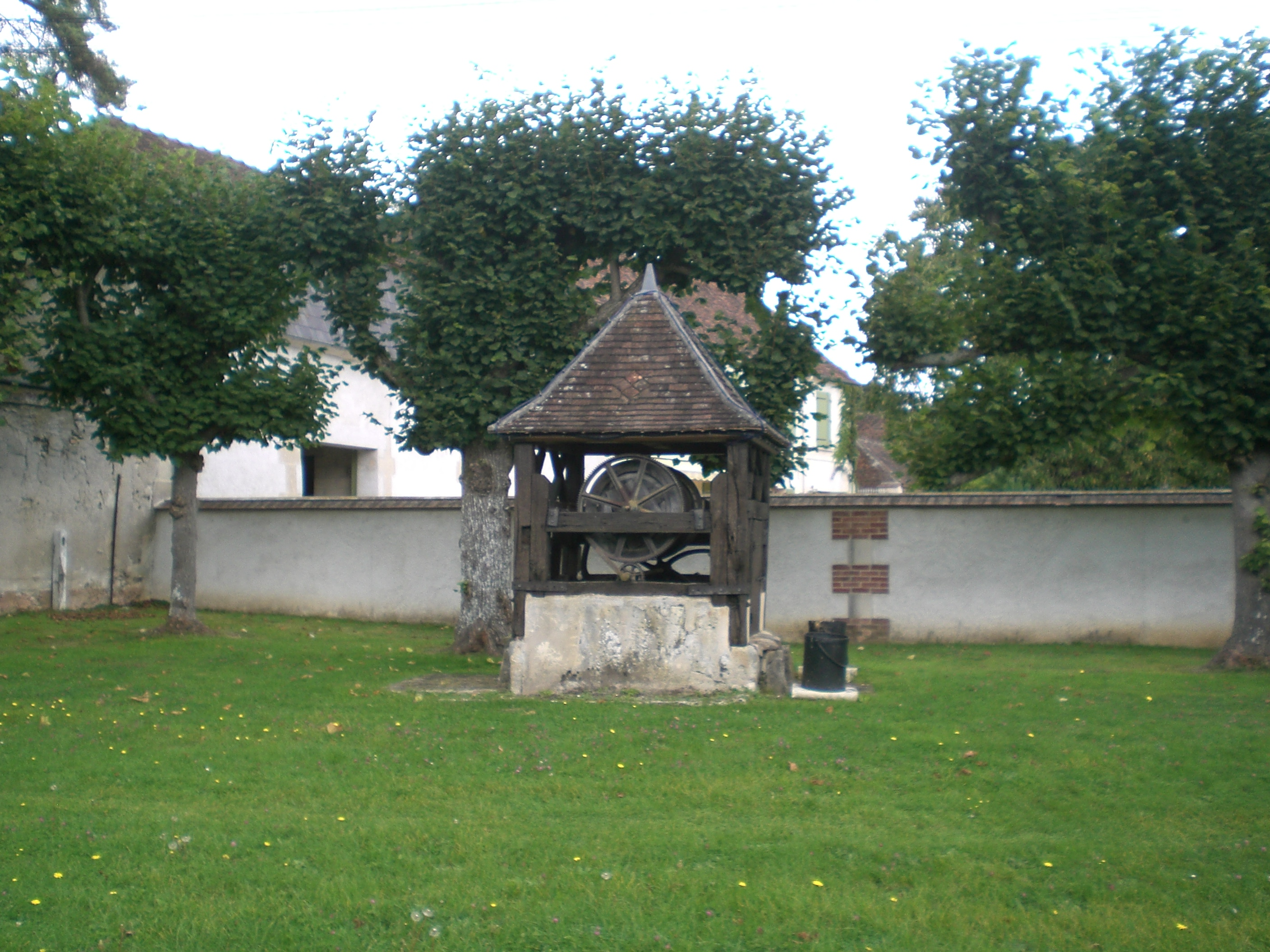
Puits.
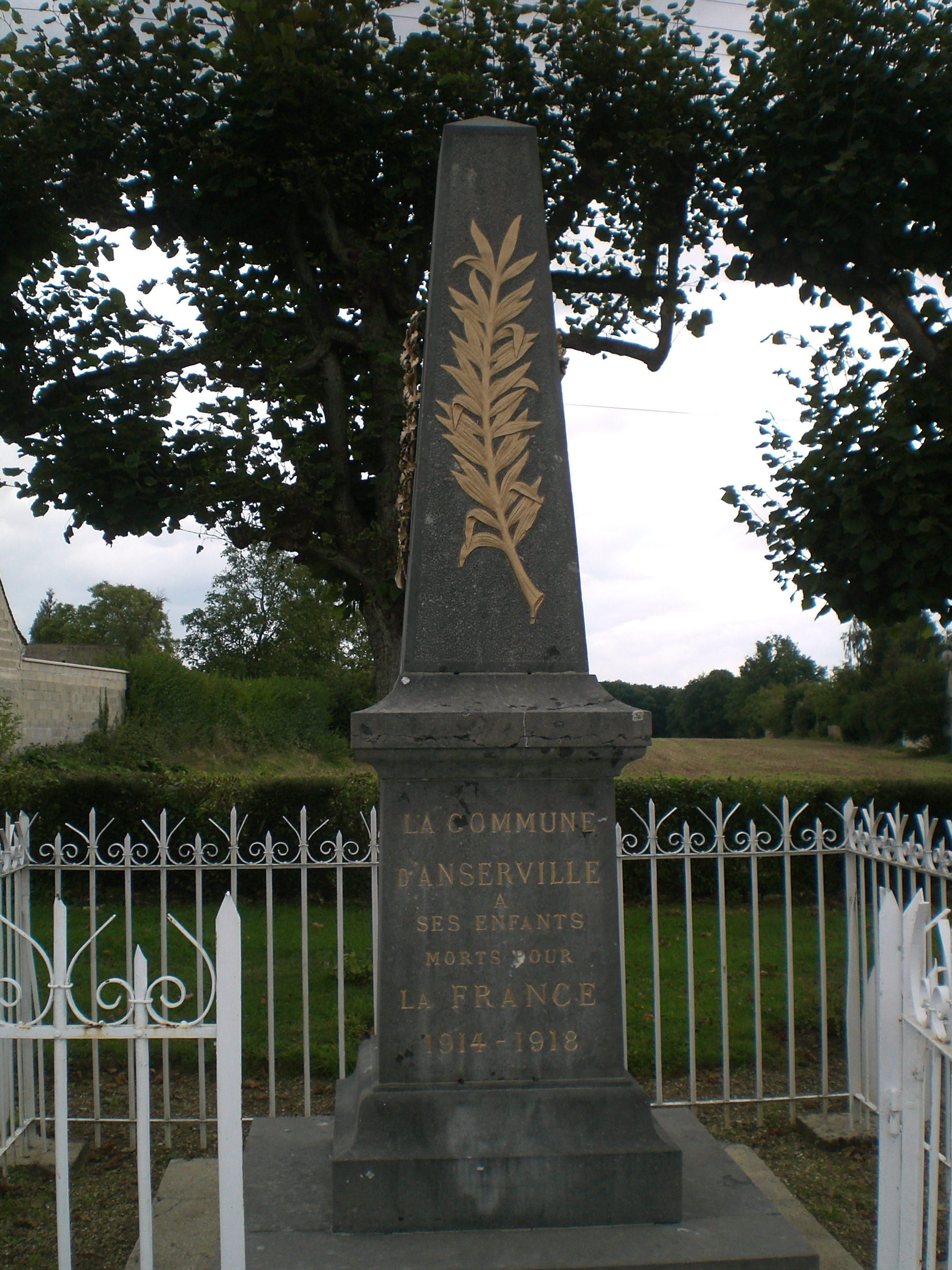
Monument aux morts.

## Personnalités liées à la commune
- Bertrand de Jouvenel a habité au château d'Anserville.